# Incendi forestal de la Riba de 1986
L'incendi forestal de la Riba de 1986 fou el foc més gran que es té registre a les Muntanyes de Prades que tingué lloc entre els dies 6 i 8 de juliol de 1986, i que va afectar diversos municipis de les comarques de l'Alt Camp i la Conca de Barberà especialment La Riba, Alcover, Vilaverd, El Pinatell, Rojals i Lilla (Montblanc) i tots a l'entorn de les Muntanyes de Prades.

## Antecedents
L'any 1986 es caracteritzà per una sequera acumulada des de l'any anterior, amb un hivern i una primavera especialment secs. El mes de juny va registrar la precipitació més baixa a Catalunya des del 1950, i les condicions meteorològiques extremes van afavorir el risc d'incendis forestals arreu del territori.

## Desenvolupament

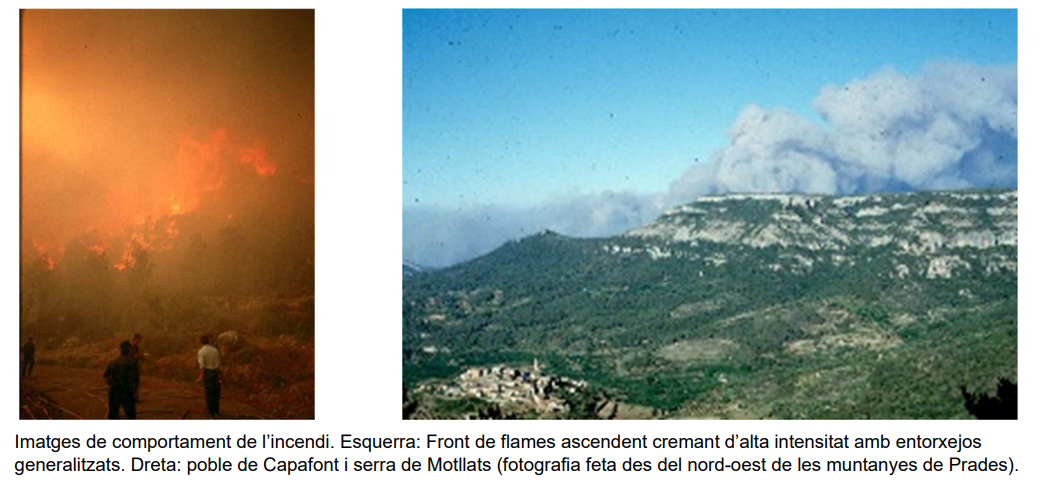

L'incendi s'inicià el 6 de juliol de 1986 a la zona de El Pinatell, la causa d'inici és un crema agrícola propagant-se amb força cap a La Riba a causa d'un vent de ponent intens. Durant la nit, el foc creuà la carretera C-14 i entrà a l'estret de la Riba, un punt crític pel seu relleu encaixonat i la canalització del vent.
L'endemà, el 7 de juliol, amb l'entrada de la marinada reforçada pel mateix estret, l'incendi s'obrí en diversos fronts ascendents cap a Rojals, Vilaverd, Lilla i les faldes de les Muntanyes de Prades, cremant diversos barrancs i zones forestals.
El 8 de juliol, el foc culminà el seu recorregut per les parts altes de la conca del Brugent i l'alineació de Prades.

## Dades tècniques
- Superfície cremada: 
  - 4.912 hectàrees segons l'informe de Bombers de la Generalitat [3]
  - 3.829 hectàrees segons l'informe del Ministeri d'Agricultura, Pesca i Alimentació del govern d'Espanya [4]
- Flama sostinguda al cap: 15–20 metres (màxima: 30 m)
- Velocitat de propagació: fins a 1,5 km/h
- Impacte: afectació a infraestructures com la línia ferroviària, masies aïllades i masses forestals d'alt valor ecològic

#### Conseqüències i aprenentatges
L'incendi de la Riba de 1986 és considerat un dels més extensos i greus de l'Alt Camp i de les Muntanyes de Prades  durant el segle XX. L'anàlisi posterior de l'episodi serví com a base per a la planificació forestal preventiva a la zona de les Muntanyes de Prades, promovent la creació de zones de baixa càrrega de combustible (ZFG) i perímetres d'execució segura (PEG) per facilitar les maniobres d'extinció en futurs incendis.
També es reforçaren els protocols d'actuació davant escenaris amb vent de ponent i marinades canalitzades, especialment en zones amb relleu encaixonat com l'estret de la Riba.